# Marco Innocenti
Marco Innocenti, född 16 augusti 1978 i Prato, är en italiensk sportskytt.
Innocenti blev olympisk silvermedaljör i dubbeltrap vid sommarspelen 2016 i Rio de Janeiro.